# Acantopsis octoactinotos
Acantopsis octoactinotos är en fiskart som beskrevs av Siebert, 1991. Acantopsis octoactinotos ingår i släktet Acantopsis och familjen nissögefiskar. IUCN kategoriserar arten globalt som sårbar. Inga underarter finns listade i Catalogue of Life.